# Christian Dela Cruz
Christian Dela Cruz (16 de agosto de 1992) es un deportista filipino que compitió en taekwondo. Ganó dos medallas en el Campeonato Asiático de Taekwondo en los años 2012 y 2014.

## Palmarés internacional
| Campeonato Asiático | Campeonato Asiático          | Campeonato Asiático | Campeonato Asiático |
| Año                 | Lugar                        | Medalla             | Categoría           |
| ------------------- | ---------------------------- | ------------------- | ------------------- |
| 2012                | Ciudad Ho Chi Minh (Vietnam) | Medalla de bronce   | –80 kg              |
| 2014                | Taskent (Uzbekistán)         | Medalla de plata    | –80 kg              |